# Parfaite (roman)
Parfaite (titre en anglais : You) est un roman de l'écrivaine américaine Caroline Kepnes (en). Publié en 2014 aux États-Unis, il a été traduit en français à partir de 2015. L'histoire se déroule à New York. Il a été adapté en série télévisée sous le même titre anglais[Lequel ?],.
Kepnes a ensuite publié trois suites : Les corps cachés (en) en 2016, Tu m'aimes (en) en 2021, et Pour toi et toi seule en 2023.

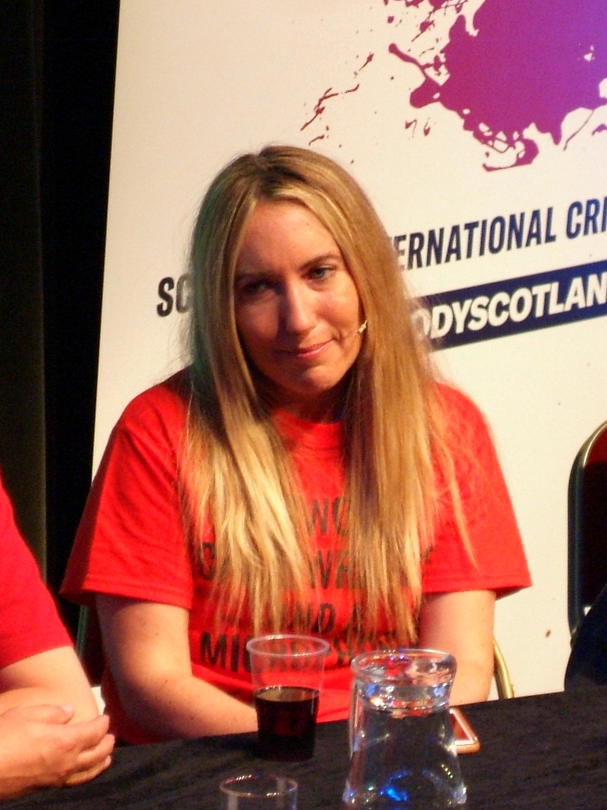
Caroline Kepnes en 2019.

## Synopsis
Guinevere Beck, une écrivaine passionnée, travaille comme assistante d'enseignement tout en préparant sa thèse. Lorsqu'elle entre dans la librairie du Lower East Side où travaille Joe Goldberg, celui-ci est immédiatement sous le charme. Beck incarne tout ce que Joe a toujours désiré : elle est magnifique, forte, d'une intelligence acérée, et aussi séduisante que dans ses rêves les plus fous. Cependant, Beck ne se rend pas compte qu'il y a bien plus chez Goldberg qu'il n'y paraît, et Beck elle-même cache plus qu'une simple façade parfaite. Leur obsession mutuelle dégénère rapidement en un tourbillon de conséquences mortelles.

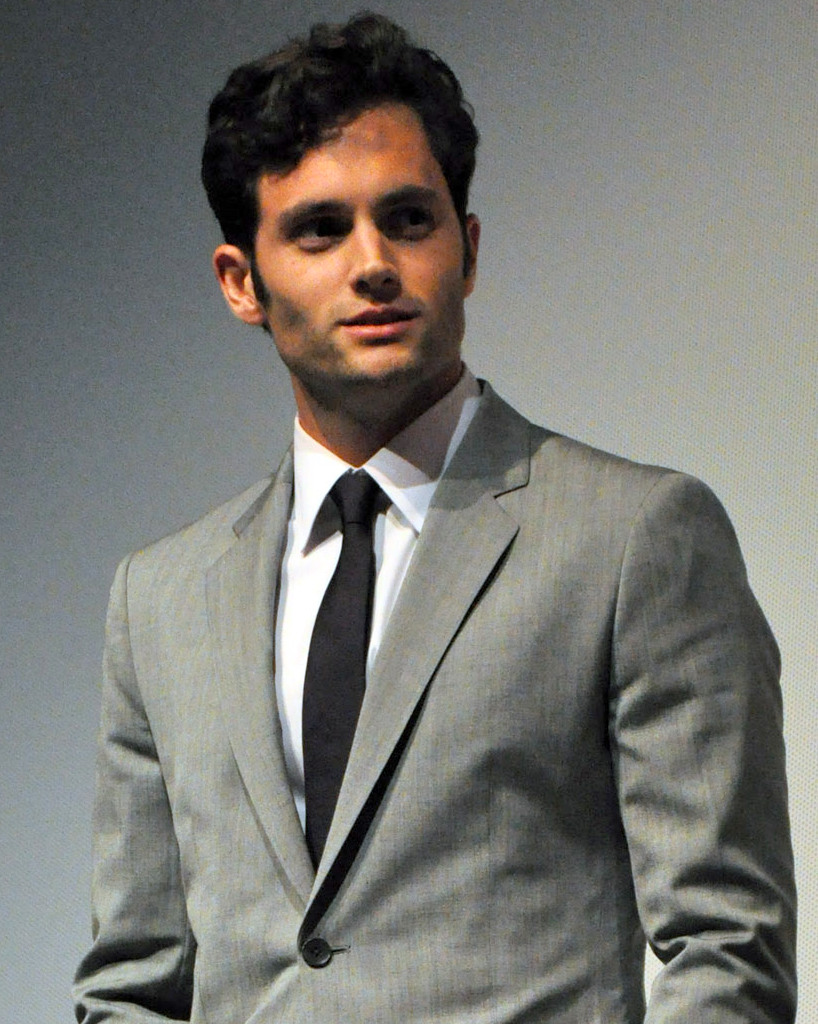
Penn Badgley, interprète de Joe Goldberg.

## Réception
Jennifer Selway du Daily Express a décrit le suspense du roman :

« Ce que vous ne savez pas, et cette histoire astucieuse, glaciale et provocante vous tient en haleine jusqu'au bout, c'est précisément quel genre de mauvaise fin vous attend. »

— Jennifer Selway, Daily Express
Emma Oulton, de Bustle (en), a fait l'éloge du roman, affirmant qu'il « est l'un des livres les plus dérangeants que j'ai lus cette année, mais bien que complètement effrayée, je n'ai pas pu le poser une seule seconde ».

## Adaptation
En février 2015, il a été annoncé que Greg Berlanti et Sera Gamble (en) développeraient une série télévisée basée sur le roman pour Showtime. Deux ans plus tard, il est révélé que la série est achetée par Lifetime et mise en développement accéléré. You a été diffusée sur Lifetime pour la première fois le 9 septembre 2018.